# 斜颌鲴足孢虫
斜颌鲴足孢虫（学名：Podospora plagiognathopis）为碘泡科足孢虫属的动物。在中国，分布于安徽等，营寄生生活，寄生在细鳞斜颌鲴的卵巢。